# Euphrasia striata
Euphrasia striata är en snyltrotsväxtart som beskrevs av Robert Brown. Euphrasia striata ingår i släktet ögontröster, och familjen snyltrotsväxter. Inga underarter finns listade i Catalogue of Life.